# Coccophagus chengtuensis
Coccophagus chengtuensis is een vliesvleugelig insect uit de familie Aphelinidae. De wetenschappelijke naam is voor het eerst geldig gepubliceerd in 1960 door Sugonjaev & Peng.